# 付き人
付き人（つきびと）とは、一般的に、徒弟制度やその流れを汲む育成システムが存在する組織の中にあって、序列・位・格などでより上位の者の側に付いて、その雑務などを務める者のことである。
付け人（つけびと。大相撲ではこの表記が一般的）や内弟子（うちでし）とも呼ばれ、いわゆる「かばん持ち」などがこれにあたる。

## 概要
徒弟制度で人材育成が行われている職種の多くにおいては、“師匠”“先輩”“上司”などの上位の立場にある人間が、“弟子”（直弟子、孫弟子、弟弟子、練習生）または“部下”などの後進の育成を行い、“弟子”は付き人として“師匠”の仕事の補助や身の回りの世話をしながら、その仕事の手順・技法・作法・慣習などといったものを習得し、師弟関係を築き上げてゆく。また、“師匠”が所用で外出したりそもそも外を回る仕事では、“弟子”もそれに付いてゆき、現地でも雑用や下働きなどをこなす。
付き人の仕事については職種によって大きく異なるが、仕事中の一般的な業務補助から私的な小間使いや雑用、移動時の自動車の運転手、ごく簡単なレベルの身辺警護、自宅に住み込んでの身の回りの世話など多岐にわたる。

### 地位
多くの場合、付け人修業については修業に入った者が最初期の段階で行うものとされ、雑用や下働きを通じて入門者の根性・熱意・人間性を見極めるため、自身が働こうとする業界の慣習を学ぶため、などという理由が付けられる。逆に徒弟制度の影響が無い、あるいは人材育成システムの近代化などにより徒弟制度を撤廃した組織には存在しない慣習である。
各業界においてこのような役割の人々が存在するが、徒弟制度の人間関係や給与の序列で見た場合、付き人の多くは最下層かそれに近い低い立場である。また、“正式な弟子入りの前段階”“師匠の好意で側につけられて修業している”などという解釈から、付け人について上位の人物やその所属会社・団体との労働契約自体がなされていなかったり、そもそも無給（若干の報酬があっても“師匠からの小遣い”という形で随時処理されている）など地位的に不安定なケースもあり、たとえば仕事中の“師匠”の「かばん持ち」として自動車に同乗中に交通事故に遭うなど、本来ならば労働災害に該当する事故に労働契約が無い付き人が巻き込まれたことで問題になるケースもある。

## 大相撲
大相撲においては、付き人ではなく付け人と呼ばれる。親方が部屋の若い衆（幕下以下の力士）を関取に付けるためである。
関取の本場所や稽古場での補助や日常生活においても身の回りの世話などをする人として、1人の関取に幕下以下の複数の力士が付け人として付く。荷物持ちや買い物など関取の身の回りの世話や、稽古場でタオルを持ち関取の汗を拭いたり、本場所で座布団を運んだり、観客や報道陣が群がっている時にこれを遠ざける警備、取組前に稽古相手などを務める姿が見受けられる。
付け人の員数は特に定めはないが、十両には1人～2人、幕内には2人～3人、大関には3人～4人、横綱には7人～10人とされる。横綱に付け人の数が多いのは、綱締めに人手が必要であるうえ、土俵入りで用いるまわしが露払いと太刀持ちの分も含め3人分用意しなければならず、これらや綱を入れるための明荷が大関以下は1つに対して横綱は3つとされるので、人員を要するためである。小規模な部屋から関取が出た、あるいは大きな部屋でも関取の人数が非常に多い場合、必要な人数が足りずに同じ一門の部屋から借りてくる場合がある。付け人が複数いる場合、付け人のリーダーのことは付け人頭と呼称される。
どの関取にどの力士が付け人に付くかは当該部屋の師匠が決定し、定期的に組み合わせを変える部屋と昇進・陥落がない限り組み合わせを固定する部屋とがある。将来関取昇進が見込める有望力士は師匠や部屋の看板力士の付け人にして英才教育を施すケースも多い（第71代横綱・鶴竜力三郎は入門当初、現役末期の寺尾常史の付け人を務めていたことがあった）。
関取経験者は幕下に陥落しても付け人にならないのが慣例であるが、付け人の員数が足りずに指名されたり、叱咤激励の意味で敢えて指名されることや、自ら志願して付け人になることもある。かつての付け人が関取になる一方、関取が幕下に陥落して付け人に指名されたため、関取と付け人の立場が入れ替わった例も多数存在する。小規模な相撲部屋では関取に昇進しても雑用や家事を関取が自らこなす場合も少なくなく、鏡山部屋の鏡桜は自身と師匠の鏡山の実子である竜勢の2人しか部屋に所属力士がいないため、十両昇進後からしばらくの間は家事の一部を自身で行っていた。
関取以外では、部屋の師匠や立行司に付く付け人も存在する。横綱栃錦は取的時代に師匠である春日野親方（元横綱栃木山）の付け人を務めていた（最初、付け人に付いた関取の扱いを師匠がかわいそうに思って自分に付けたという。栃錦清隆を参照。）。また、栃錦の春日野親方の晩年にも、「サーカス相撲」で知られた元関脇で幕下に陥落していた栃赤城が、事実上の専属の付け人として身の回りの世話を務めていた。
なお、相撲界における「内弟子」とは、現役力士や部屋つき親方が独立して自分で部屋を興すときに連れて行く予定で、とりあえずその部屋に所属している者を指す（例えば、横綱大乃国は大関魁傑の弟子であるが、魁傑が放駒部屋を興すまでは魁傑の所属部屋である花籠部屋に所属していた）。このとき、内弟子の素質を見込んだ所属部屋と独立に関してトラブルが起きることもある（片男波部屋を参照）。
2018年、日本相撲協会は貴ノ岩が付け人に暴力を振るった事件を受けて、関取を対象に「付け人は関取の小間使いではない」、「互いに感謝の気持ちをもって接する」ことを認識させる特別研修を組んだ。

## プロレス
日本のプロレス団体では、入団からデビューするまでの選手を練習生と呼び、師匠であるプロレスラーの付き人として身の回りの世話を行う（相撲出身の力道山が日本プロレス界の基礎を築く過程で、相撲界の習慣からこのシステムが行われている）。次期エース候補として注目を集める有望株の若手を団体の現エースや代表者の付き人に付け、その傍らでトップレスラーとしての立ち居振る舞いなどを学ばせることが多かった。アントニオ猪木 - 藤波辰爾、ジャイアント馬場 - ジャンボ鶴田、ジャンボ鶴田 - 三沢光晴、三沢光晴 - 丸藤正道、ジャッキー佐藤 - ジャガー横田、長与千種 - 北斗晶など、この関係はデビュー後も数年続き、師弟でタッグを組むもしくは世代間抗争を掲げて対決をするなど、アングル展開の一翼を担う。
選手以外の関係者が付き人として付く場合もある。ジャイアント馬場には、1999年に死去するまで練習生及び若手選手のほか、レフェリーの和田京平やリングアナウンサーの仲田龍が10年に渡って付いていた。
全日本プロレス、プロレスリング・ノアでは現在も付き人制度が継続されているが、新日本プロレスでは2000年以降付き人制度が廃止されている。また、インディでは付き人制度自体がない団体が多い。メキシコの養成所を源流とするDRAGON GATEは元々付き人制度はなかったが、2005年に天龍源一郎が最高顧問に就任した際に付き人を付けた（当時、所属選手であったマグナムTOKYOはプロレスデビュー前にWARで天龍の付き人をしていた）。一方、女子プロレスではJWP女子プロレスで付き人制度が残されている他、長与が2016年に旗揚げしたMarvelousでも採用している。

## 芸能界
芸能界（特に伝統芸能、演芸）の世界においては、ある師匠の下に弟子入りした者は、付き人として先輩の芸人やあるいは師匠の周りで細々とした雑務に励みながら、自分の芸を磨いていく慣習がある。
なお、吉本総合芸能学院（NSC）は師弟の旧慣が停滞していた中で1980年代前半の大阪で開校し、開校当初は旧来の師弟のしきたりを重んじる芸人がNSC出身者を毛嫌いしたことがあったという（当該記事参照）。

## 伝統工芸
伝統工芸の世界においては、人間国宝などに指定されるほどの名工の門下に入ることを目指す場合などに、基礎技術の習得などの一般的な修行に入る前段階において、仕事場の日々の雑用や師匠の外出時のかばんもちなどを数年間、務めなければならないことがある。

## 囲碁・将棋
将棋界や囲碁界においては、正式なプロ（囲碁の場合初段、将棋の場合四段）になる前の修行時代に、師匠の家に住み込む弟子を「内弟子」（うちでし）、通いの弟子を「外弟子」（そとでし）と呼んだ。内弟子は「食住」を保障されるかわりに、師匠の家の雑用なども行った。
かつては多くの弟子が「内弟子」であったが、現在は住環境などの変化もあり、ほとんど例がない。将棋界では羽生世代の先崎学は、師匠である米長邦雄のもとで内弟子経験があるが、羽生世代以降で内弟子経験がある人物は山崎隆之などごく少数である。
また類似の制度として、将棋界では1980年頃まで、師匠の家ではなく東京・大阪の将棋会館に住み込んで将棋の修行を行う「塾生」制度が存在した。食住を保証されるだけでなく月給もあり、武者野勝巳によれば1972年当時で月給6,000円だったが、一方で会館で対局を行うプロ棋士の食事の手配やお茶出し、対局場のセッティングなど多くの雑用をこなす必要があった。しかし同制度も後に廃止された（「塾生」自体は関西で運用が続いているが、住み込みではなく通いの形式に変更された）。